# Suchoi Su-17
Die Suchoi Su-17 (russisch Сухой Су-17, NATO-Codename Fitter) ist ein einstrahliger Jagdbomber, welcher zur Zeit des Kalten Krieges in der Sowjetunion entwickelt wurde. Das einsitzige Flugzeug mit schwenkbaren Außenflügeln der Suchoi-Familie ist eine Weiterentwicklung der Suchoi Su-7B, die wiederum aus der Su-7 hervorgegangen war.

## Entwicklung
Die Entwicklungsarbeiten begannen im Mai 1965 als S-22I oder auch Su-7IG unter der Leitung von N. G. Syrin in Zusammenarbeit mit dem ZAGI. Der Erstflug erfolgte am 2. August 1966 vom Flugplatz des LII in Schukowski aus und bereits im Frühjahr 1967 wurde das Flugzeug während der Luftparade erstmals öffentlich gezeigt. Nach dem erfolgreichen Abschluss der Erprobung erging im November 1967 die Anweisung zur Serienfertigung. Das erste im staatlichen Flugzeugwerk Nr. 126 in Komsomolsk am Amur gebaute Exemplar S-32-1 flog am 1. Juli 1969 erstmals. Von dieser ersten Version wurden 1969 bis 1971 225 Stück gebaut. Die Su-17 wurde 1971 in Dienst gestellt und bis 1998 bei den sowjetischen/russischen Luftstreitkräften eingesetzt.
Während der langen Produktionsphase im Werk Nr. 126 in Komsomolsk am Amur von 1969 bis 1988 gab es zahlreiche Varianten des Grundtyps. Die letzte Serienversion war die Su-17M-4, von der 231 Stück hergestellt wurden. Wesentlicher Unterschied sind die Tragflächen variabler Geometrie, welche die Lande- und Startgeschwindigkeit herabsetzen und die Reichweite erhöhen. Im Gegensatz zu reinen Schwenkflüglern wie der MiG-27 schwenken bei der Suchoi nur die Außenflügel. Als Exportversionen entstanden die Su-20 und die Su-22 auf Grundlage der Su-17. Diese wurden an die Staaten des Warschauer Pakts und zehn weitere Staaten geliefert.
Die Su-17 verfügt über ein einzelnes Triebwerk, das im Rumpf des Flugzeugs eingebaut ist. Im Prototyp und der ersten Vorserie wurde noch das AL-7F-1 mit 7.000 kg Nachbrennerschub in Meereshöhe verwendet. Ab der ersten Serie kam dann das 11.200 kg Schub in Meereshöhe liefernde AL-21F-3 zum Einsatz.
Die Su-17 ist ein Mitteldecker, wobei die Tragflächen leicht unter der Mittellinie des Rumpfs angebracht sind. Die Schwenkflügel lassen sich in einem Bereich von 28° bis 62° manuell schwenken. Die Tragflächen sind an der Vorderkante mit durchgehenden Vorflügeln versehen. An der Hinterkante sind außen kraftbetätigte Querruder und einteilige Spaltklappen angebracht. Die Spaltklappen werden beim Rückschwenken der Tragfläche teilweise in den Flügelkasten eingefahren. Zur Verbesserung der Strömung an den Tragflächen sind pro Fläche zwei Grenzschichtzäune angebracht worden.
Auffällig sind das hohe Profil des Cockpits und der aufgesetzte „Grat“, der entlang der Oberseite des Rumpfes zwischen Cockpit und Seitenleitwerk läuft.
Die Su-17 stellte neben der MiG-27 in den 1970er- und 1980er-Jahren das Rückgrat der sowjetischen Frontfliegerkräfte dar. Verglichen mit ähnlichen Flugzeugen hat die Su-17 eine relativ kurze Reichweite, weshalb sie für den Jagdbombereinsatz im frontnahen Bereich vorgesehen war.

## Varianten
| Variante   | interne Bezeichnung | NATO-Codename | |
| ---------- | ------------------- | ------------- | --- |
| Su-17      | S-32                | Fitter-C      | Grundversion |
| Su-17M     | S-32                | Fitter-C      | Variante mit Ljulka-AL-21F-Triebwerk; automatischer Schwenkmechanismus, dreiholmiges Seitenleitwerk, Radarwarnempfänger Sirena-3 am unteren Ende des Seitenruders, kleinerer kreuzförmiger Bremsschirm, zweiter Messwertegeber am Bug für Flugsteuerung und Waffenzielgerät                                                                                        |
| Su-17MK    |                     | Fitter-C      | Exportversion der Su-17M an Polen |
| Su-17R     |                     | Fitter-C      | mit dem Aufklärungsbehälter KKR ausgestattete Aufklärer |
| Su-17M-2D  | S-32M-2             | Fitter-D      | Dopplerradar in Verkleidung unter dem Lufteinlauf, Laserentfernungsmesser im Eintrittskonus, Rumpfspitze um 3° abgesenkt und um 38 cm verlängert |
| Su-17UM-2  | U-32M-2             | Fitter-E      | auf der Su-17M-2 basierende zweisitzige Schulmaschine, fehlende Backbordkanone, kein Dopplerradar, voll kampffähig |
| Su-17UM-2D | U-32M-2D            | Fitter-E      | wie Su-17UM-2 mit Dopplerradar |
| Su-17M-3   | S-52                | Fitter-H      | Neukonstruktion, Dopplerradar im Eintrittskonus untergebracht, größeres Seitenleitwerk, Swesda Schleudersitz K-36M, abnehmbare Kielflosse am Unterrumpf, zusätzliche Startschienen für Luft-Luft-Flugkörper, Düppel-/Leuchtkörperwerfer ASO-2 auf dem Rumpfrücken                                                                                                  |
| Su-17UM-3  | S-53                | Fitter-G      | zweisitzige Schulungsversion der Fitter-H, Periskop für den Fluglehrer im hinteren Cockpit |
| Su-17M-4   | S-54                | Fitter-K      | für Hochgeschwindigkeitstiefflug konzipierte Variante, starrer Eintrittskonus, Laserentfernungsmesser Klen-54, Lasermarkierer, Mehrzweckeinsatzrechner CVM-20-22, Navigationssystem PrNK-54 mit RSDN, taktisches Flugnavigationssystem A-312, KDS-Täuschkörper SPP156, Düppel-/Leuchtkörperwerfer ASO-2, Radarwarnempfänger SPO-15LESirena-3, Schleudersitz K-36DM |

## Technische Daten

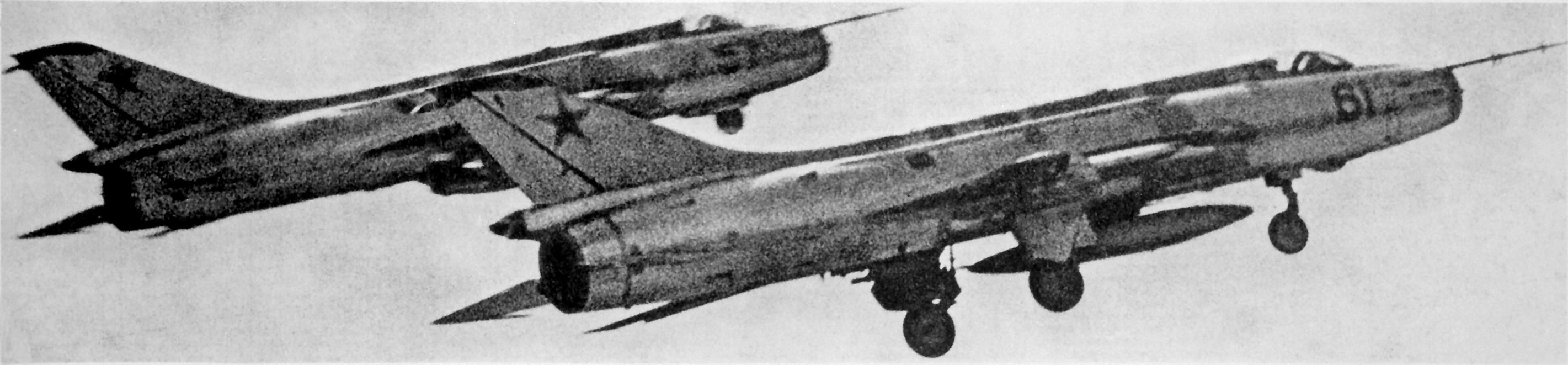
Su-17 der sowjetischen Luftstreitkräfte

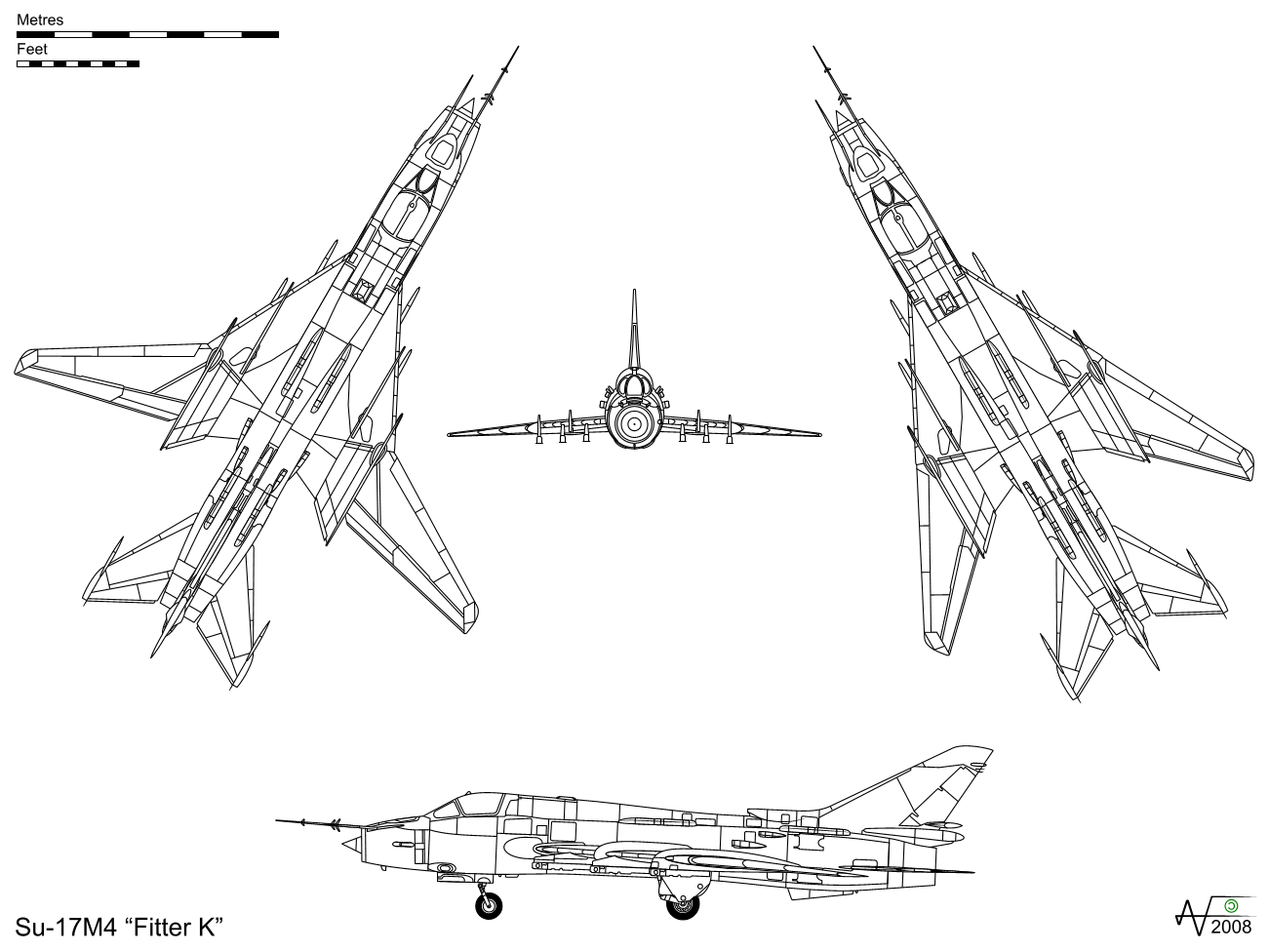
Seitenrisse der Su-17

| Kenngröße             | Daten Su-17M4                                                 |
| --------------------- | ------------------------------------------------------------- |
| Besatzung             | 1                                                             |
| Länge                 | 19,02 m                                                       |
| Spannweite            | 13,68 m bei minimaler Pfeilung 10,02 m bei maximaler Pfeilung |
| Höhe                  | 5,12 m                                                        |
| Flügelfläche          | 38,49 m² bei minimaler Pfeilung                               |
| Flügelstreckung       | 4,9 bei minimaler Pfeilung                                    |
| Leermasse             | 10.640 kg                                                     |
| max. Startmasse       | 19.500 kg                                                     |
| Höchstgeschwindigkeit | 1.850 km/h                                                    |
| Einsatzreichweite     | 2.550 km                                                      |
| Dienstgipfelhöhe      | 15.200 m                                                      |
| Triebwerk             | 1 × Ljulka AL-21F-3                                           |
| Schub                 | 109,93 kN                                                     |
| Bewaffnung            | 2 × 30-mm-Kanonen und bis zu 4.250 kg Bombenlast              |

## Bewaffnung

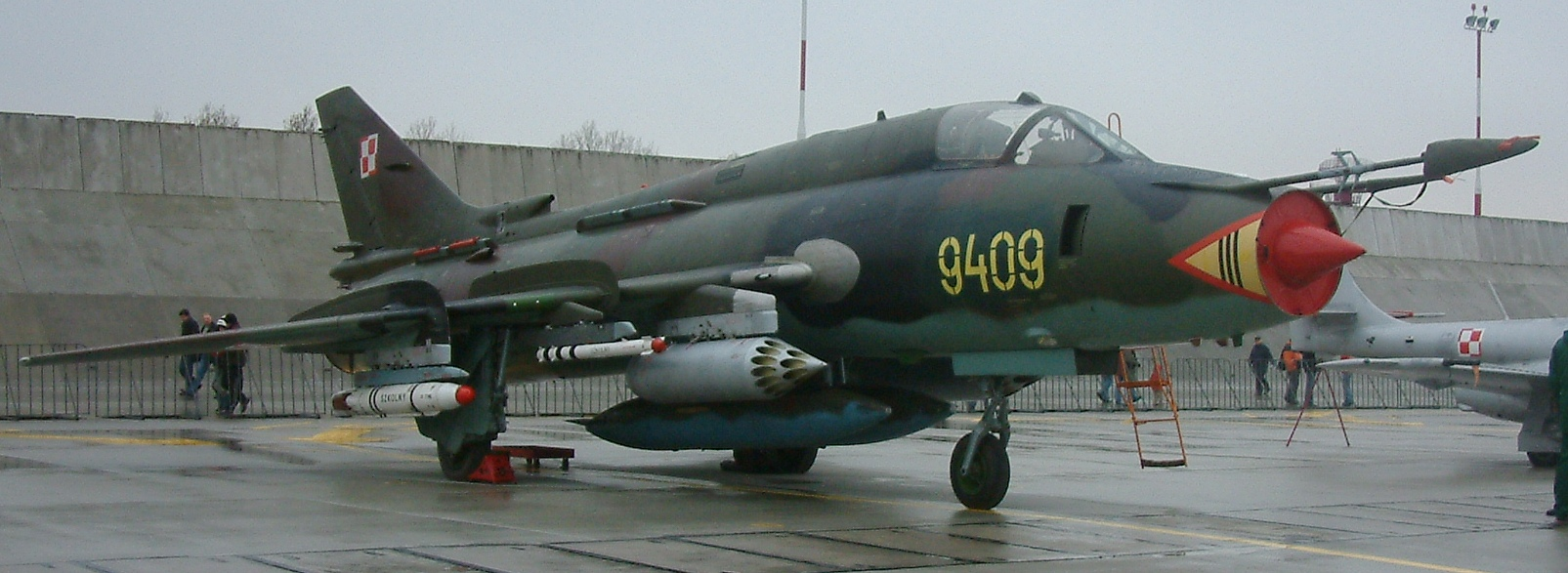
Polnische Su-22 mit B-80-RW, R-60 und S-25-LW

Festinstallierte Kanonen-Bewaffnung
in den Tragflächenwurzeln auf jeder Seite
- 1 × 30-mm-Maschinenkanone Nudelman-Richter NR-30 mit bis zu 80 Schuss Munition. Am Rumpf sind auf Höhe der Mündungen Verstärkungsbleche angebracht.

Waffenzuladung von 3.000 kg an acht Außenlaststationen (davon zwei mitschwenkend an den äußeren Flügeln)
Luft-Luft-Lenkflugkörper
- 2 × APU-60-1-Startschiene für je 1 × Wympel R-60M – infrarotgesteuert, selbstzielsuchend für Kurzstrecken
- 2 × BD-60-21U-Startschiene für je 1 × Wympel R-3S – infrarotgelenkt, selbstzielsuchend für Kurzstrecken

Luft-Boden-Lenkflugkörper
- 2 × APU-68UM-Startschiene für je 1 × Swesda Ch-23 – funkferngesteuert
- 2 × APU-68UM3-Startschiene für je 1 × Swesda Ch-25ML/MR – laser- bzw. radargelenkt
- 2 × APU-68UM3-Startschiene für je 1 × Swesda Ch-25MP – Radarbekämpfungsflugkörper
- 2 × Raduga Ch-28 – passiv radargelenkt zur Radarbekämpfung in Verbindung mit Metel-A-Behälter
- 2 × AKU-58M-Startschiene für je 1 × Wympel Ch-29L/T – laser- bzw. TV-gesteuert
- 2 × AKU-58-Startschiene für je 1 × Raduga Ch-58E/U – Radarbekämpfungsflugkörper
- 2 × AKU-58-Startschiene für je eine MKB Raduga Ch-59 „Owod“ – Marschflugkörper

Ungelenkte Luft-Boden-Raketen
- 4 × UB-32A-Raketen-Rohrstartbehälter für 32 ungelenkte Luft-Boden-Raketen S-5; Kaliber 57 mm
- 4 × B-8M1-Raketen-Rohrstartbehälter für 20 ungelenkte Luft-Boden-Raketen S-8KO; Kaliber 80 mm
- 4 × B-13L-Raketen-Rohrstartbehälter für 5 ungelenkte Luft-Boden-Raketen S-13T/OF; Kaliber 122 mm
- 4 × S-24-Raketen-Startschiene für eine ungelenkte Luft-Boden-Rakete S-24; Kaliber 240 mm
- 4 × O-25-Raketen-Startbehälter für eine ungelenkte Luft-Boden-Rakete S-25/S-25OF/S-25OFM; 340 mm

Ungelenkte Bomben
- 4 × Mehrfachträger MBD3-U6-68 mit je 5 × FAB-100 (100-kg-Freifallbombe)
- 4 × FAB-250 (250-kg-Freifallbombe)
- 4 × RBK-250-275 (275-kg-Streubombe)
- 1 × RN-28 – freifallende Nuklearbombe
- 1 × RN-29 – freifallende Nuklearbombe
- 1 × RN-35 – freifallende Nuklearbombe

Zusatzbehälter
- 4 × Basalt KMGU-2 (270-kg-Submunitionsbehälter für Kleinbomben und Minen)
- 4 × abwerfbarer Zusatztank PTB-3000 für 3.000 Liter Kerosin
- 2 × SPPU-22-Kanonenbehälter mit einer vertikal beweglichen Kanone GSch-23L (Kampfsatz: 260 Schuss)
- 1 × Tekon/Elektron APK-9E-Datenübertragungsbehälter für Ch-59
- 1 × Metel-A EKF-Behälter zur Lokalisierung von elektronischen Strahlungsquellen auf einer bestimmten Frequenzbandbreite

## Selbstverteidigung
Aktive Maßnahmen
- 8 × Täuschkörperwerfer Artjom ASO-2W mit je 32 × 26-mm-Täuschkörpern KDS SPP156 (in balkenförmiger Verkleidung oberhalb des Rumpfes)

Passive Maßnahmen
- 4 × OKB Omsk SPO-15LE-(L-006)-„Berjosa“-Radarwarnempfänger

## Rettungssystem
- 1–2 × Swesda K-36M – Zero-zero-Schleudersitz